# 路易吉·馬斯特蘭傑洛
路易吉·馬斯特蘭傑洛（義大利語：Luigi Mastrangelo，1975年8月17日—），意大利排球運動員。他代表意大利參加了2000年、2004年、2008年、2012年奧運會，並且還獲得過歐洲排球錦標賽的冠軍。